# Poging tot aanslag in Brussel-Centraal
Op dinsdag 20 juni 2017 vond omstreeks 20 uur 45 minuten een explosie plaats in het treinstation Brussel-Centraal in de Belgische hoofdstad Brussel. Onderaan de centrale trappen op verdieping -1 bracht Oussama Zariouh  zijn trolley dat explosieven bevatte tot ontploffing nadat hij volgens getuigen "Allahoe Akbar" had geroepen. De explosie veroorzaakte geen slachtoffers en weinig schade.
Vervolgens daalde de man af naar het perron van sporen 3 en 4 op verdieping -2 waar hij even rondliep. Als hij terug naar boven liep richting Belgische militairen werd hij neergeschoten en overleed. De Belgische militairen waren in de buurt aanwezig in het kader van Operatie Vigilant Guardian, waarbij ze bijstand verleenden aan de politie bij de bewaking van gevoelige plaatsen.
Volgens getuigen had de man, gekleed in een wit hemd en een jeansbroek, draden ter hoogte van zijn broeksriem. Deze draden konden wijzen op een bommengordel. Meteen na de aanslag werd het station Brussel-Centraal en Brussel-Noord ontruimd door de politie. Het treinverkeer werd stilgelegd. De bommengordel werd door DOVO onschadelijk gemaakt.
In het station werd nog een vuilniszak aangetroffen waarin explosieven en nagels zaten. Het OCAD liet weten dat het dreigingsniveau op 3 bleef staan na de aanslag. De dag erna bleef het station Brussel-Centraal afgesloten voor publiek.
Meteen na de aanslag werd ging het Federaal parket uit van een terroristische aanslag en opende een onderzoek. Op de Grote Markt ontstond er rond 21 uur om een onduidelijke reden even paniek en waren volgens ooggetuigen knallen te horen en renden mensen naar binnen. Kort erna was de sfeer weer ontspannen.
Doordat de bom niet naar behoren functioneerde en niet volledig afging werden slachtoffers vermeden. Volgens experts had de bom de kracht van 15 handgranaten en kon mensen die verderop stonden verwonden of zelfs verminken. In de koffer zaten onder meer nagels en kleine gasflessen.
Toenmalig premier Charles Michel bedankte op Twitter het NMBS-personeel en de militairen voor hun optreden. Zowel minister van Binnenlandse Zaken Jan Jambon en minister van Defensie Steven Vandeput lieten weten dat de militairen volledig volgens het boekje hadden gehandeld en het juiste protocol werd gevolgd.

## Dader
Oussama Zariouh (21 januari 1981) had de Marokkaanse nationaliteit en was sinds 2013 gedomicilieerd in de Louis Mettewielaan in de Brusselse gemeente Sint-Jans-Molenbeek. 
De 36-jarige terrorist was afkomstig uit de Marokkaanse stad Nador. Volgens zijn familie stond hij op het punt om taxichauffeur te worden en zich te verloven in Marokko. De man was gekend bij de politie voor onder meer zedenfeiten, maar niet voor terrorisme of radicalisering. Zariouh stond ook niet op de lijst met geradicaliseerde personen van het OCAD.
Na de aanslag werd in de woning van de dader een huiszoeking uitgevoerd waarbij de grondstoffen aceton en peroxide voor de springstof TATP werden aangetroffen. Er werden ook aanwijzingen gevonden dat hij sympathieën zou hebben voor de terreurgroep IS.
De terroristische groepering Islamitische Staat eiste de mislukte aanslag in hun magazine Rumiyah. Volgens hen werden de aanval uitgevoerd door "een soldaat van het kalifaat".

Op vraag van de familie werd het lichaam van Oussama Zariouh gerepatrieerd naar Marokko om daar te worden begraven.